# پایگاه نیروی هوایی چانگیین-وپ
پایگاه نیروی هوایی چانگیین-وپ (به انگلیسی: Changjin-up Air Force Base) یک فرودگاه نظامی است . این فرودگاه در کشور کره شمالی قرار دارد و در ارتفاع ۱۰۸۱ متری از سطح دریا واقع شده‌است.